# Sciara brevifurca
Sciara brevifurca är en tvåvingeart som beskrevs av Frederick Askew Skuse 1888. Sciara brevifurca ingår i släktet Sciara och familjen sorgmyggor. Inga underarter finns listade i Catalogue of Life.